# 涅槃仏

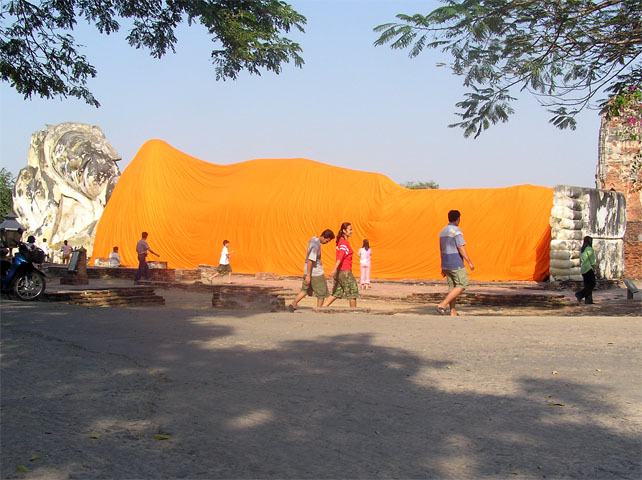
ワット・ローカヤスターラームの涅槃仏

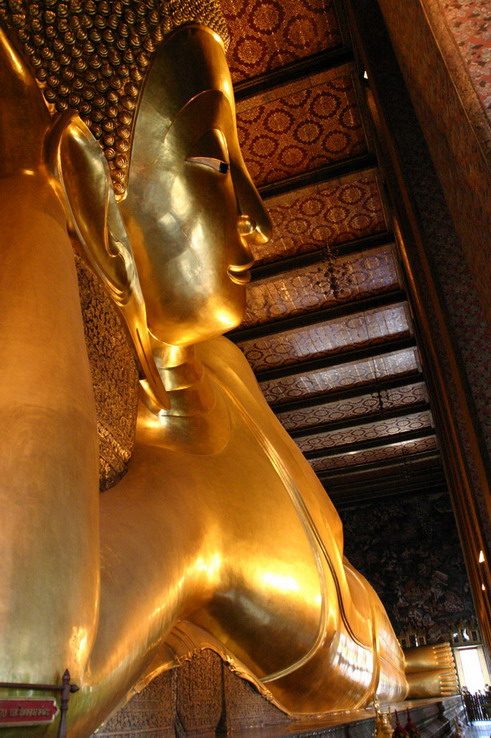
ワット・ポーの涅槃仏（斜めから）

涅槃仏（ねはんぶつ）とは、釈迦が入滅する様子を仏像としてあらわしたもの。寝仏、寝釈迦像、涅槃像とも呼ばれ、主にタイの仏教寺院などで見ることが出来、足の裏には宇宙観を示す文様などが描かれている。なお、釈迦入滅の様子を描いた絵画を涅槃図（ねはんず、仏涅槃図）と呼ぶ。

## 特徴
ほとんどの像容は右手を枕とするか、もしくは頭を支える姿である。基本的には、頭は北向き、顔は西向きとされる。これが後に、一般の俗人が亡くなった時に「北枕」とされる由縁となった。
また、釈迦の像には、誕生時の像、苦行時の像、降魔（ごうま。悟る直前）の像、説法している時の像など様々あるが、立像、坐像、涅槃像の3種類に大別される。一説に立像は「出山（しゅっさん）の釈迦」に代表されるように、いまだ修行中で悟りを開く前の姿、坐像は修行して悟りを開かんとしている時（あるいは開いた直後）の姿、そして涅槃像は全ての教えを説き終えて入滅せんとする姿を顕すとされる。また涅槃像には、目が閉じているものと、目が開いているものがあり、目を閉じた涅槃像は、既に入滅した姿で、目が開いている涅槃像は最後の説法をしている姿を顕しているといわれる。
悟りを開いてから80歳で入滅するまでの45年間、毎晩1時間、この涅槃像の姿で説法をしていたと説明される事もある。

## 事件
1988年、ソニーが自社製品のCMなどにタイの寝釈迦像を（想像させる仏像を）登場させたことに、「仏教国タイの崇拝する信仰仏を商業広告に用いることは、敬虔な仏教徒の気持ちを侮辱するものだ」と、在東京タイ大使館を通じて抗議され、ソニー側も「仏像は単なる張りぼての像であり誤解は遺憾」としながらも、放送を取り止めた経緯がある。

## 仏涅槃図

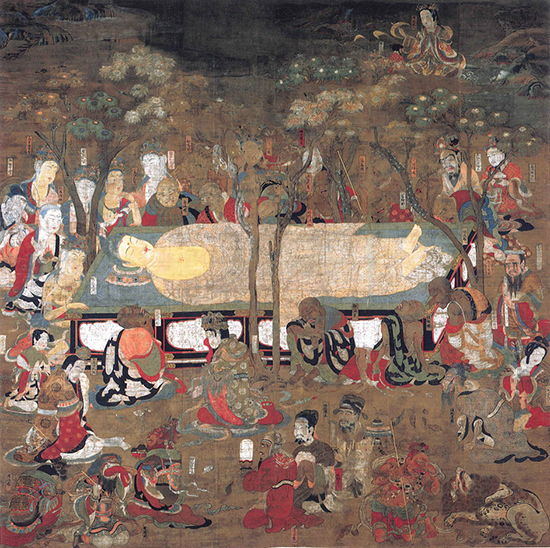
仏涅槃図（部分、高野山金剛峯寺所蔵、平安後期）

仏涅槃図は釈迦入滅を、右脇を下に横臥する釈迦を中心に菩薩や羅漢、僧侶、会衆ら人間のほか動物に到るまで釈迦を取り囲み、嘆き悲しむ情景を描いた仏画。また周囲には白変しているサラソウジュ（しばしば8本であり、これは八正道をあらわしているという）が描かれている場合もある。釈迦を追善供養する涅槃会の際に懸用された。日本では平安時代から製作され、高野山金剛峯寺所蔵品は最古の作例として知られる。
仏涅槃図は他の釈迦を描いた仏教絵画とともに宗派を問わず多くの寺院に具備されており、鎌倉時代・室町時代の作例も多い。鎌倉後期には宋元画の影響を受ける。

## 有名な涅槃仏のある寺院・史跡

### 寺院
- ワット・ポー（タイ）
- ワット・ヤイチャイモンコン（タイ）
- 法隆寺五重塔（日本）

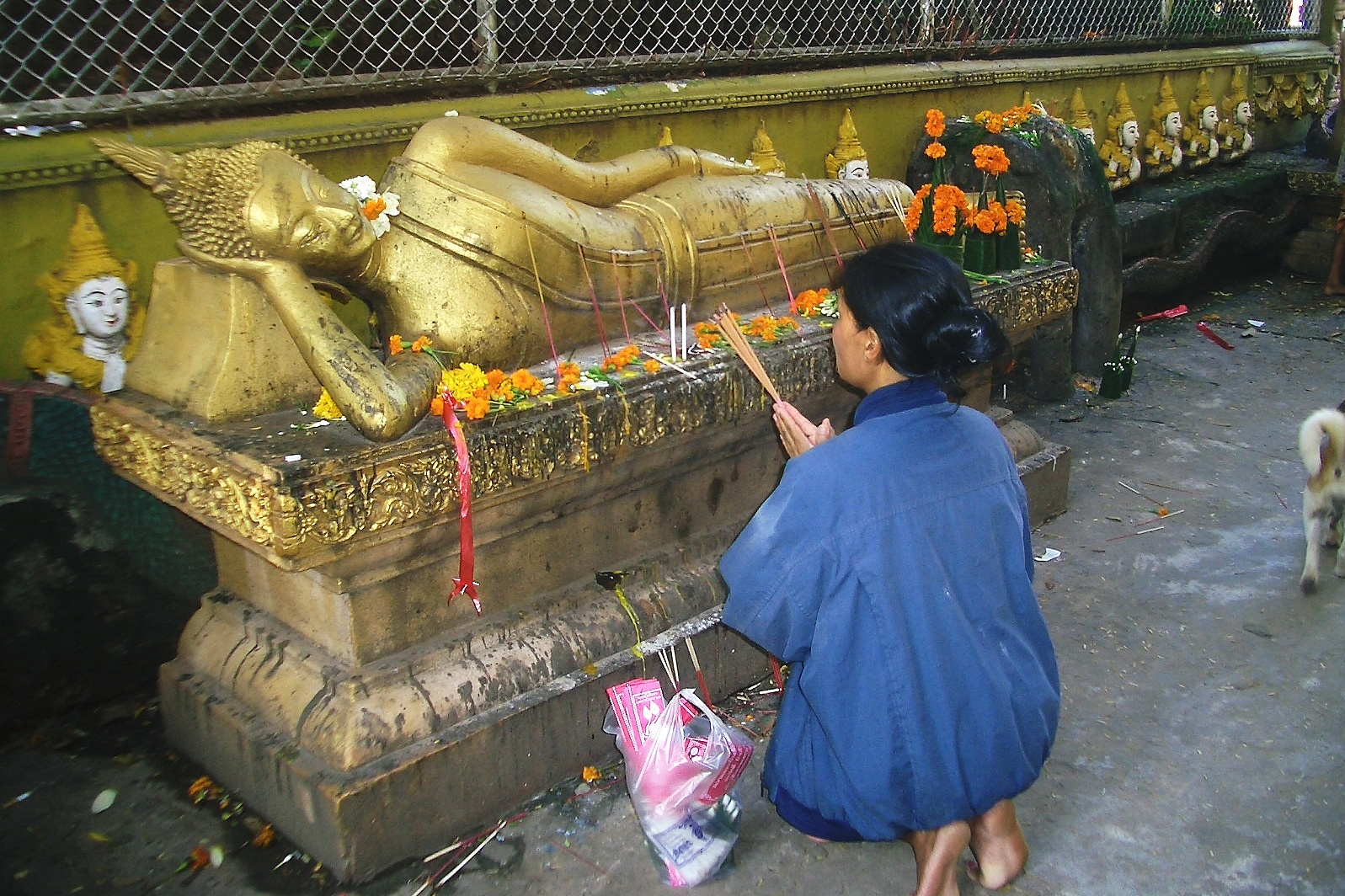
ワット・シームアンの小型の涅槃仏（ラオス・ビエンチャン）

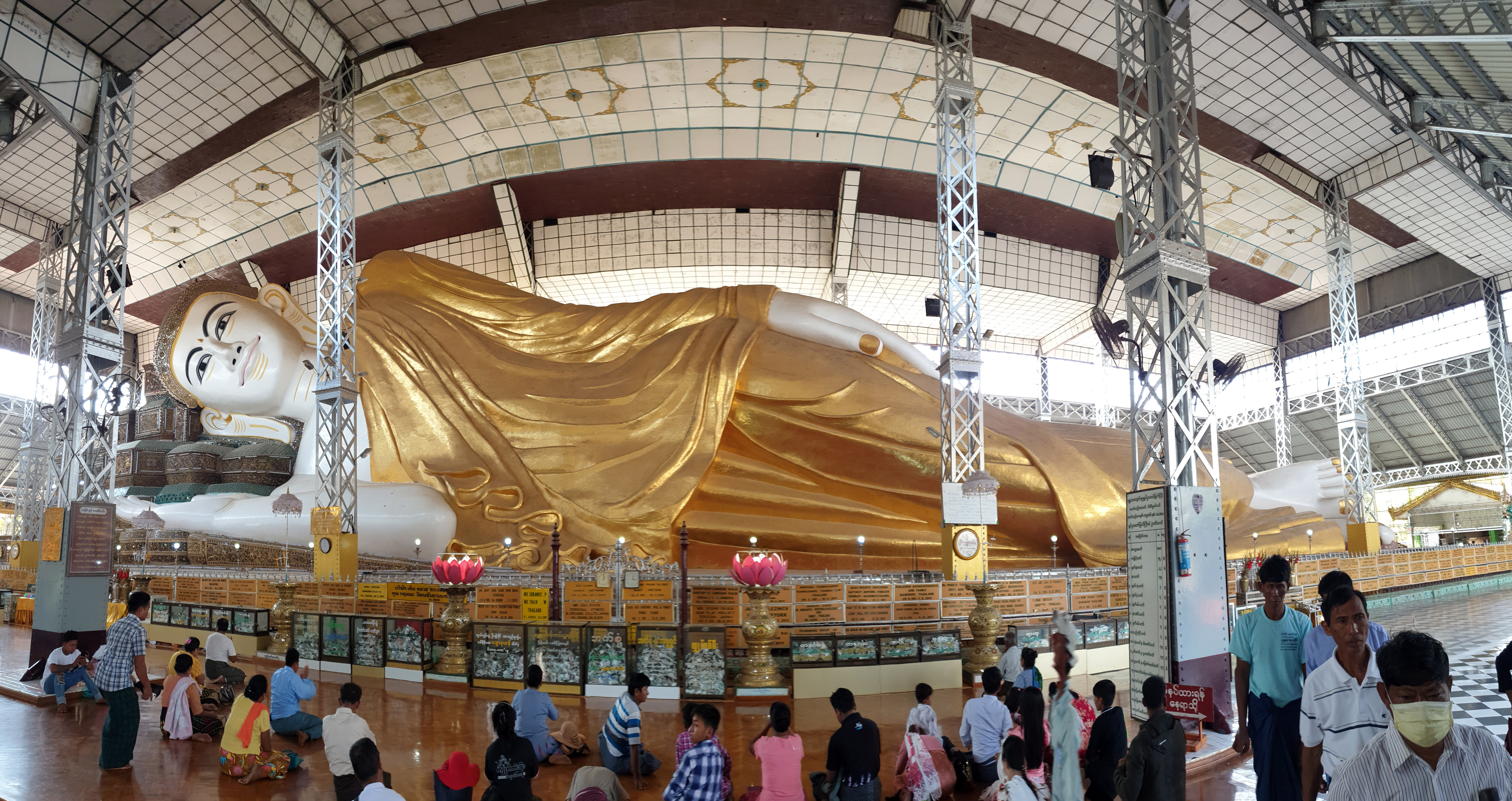
シュエターリャウンパゴダの涅槃仏（ミャンマー・バゴー）

- 南蔵院（日本・福岡県篠栗町）ブロンズ製としては世界最大。
- 真如苑（日本・東京都立川市）久遠常住釈迦牟尼如来という涅槃仏を本尊としている。
- 一畑山薬師寺（日本・愛知県岡崎市）薬師瑠璃光如来の涅槃像。
- 法國寺 会津別院（会津村、日本・福島県会津若松市）釈迦如来の涅槃像。
- シュエターリャウンパゴダ（ミャンマー・バゴー）映画にもなった『ビルマの竪琴』に登場する全長55m、高さ16mの巨大な涅槃仏[4]。

### 史跡
- ワット・ローカヤスターラーム（タイ） かつてアユタヤ王朝の寺院が存在した史跡。
- ダンブッラの黄金寺院（スリランカ）
- ガル・ヴィハーラの涅槃仏（スリランカ）
- 塔ノ沢の石造釈迦涅槃像（日本・群馬県みどり市）袈裟丸山の巨岩に彫られたもの。